# Jan Svěrák
Jan Svěrák (prononciation: [ˈjan ˈsvjɛraːk]) est un réalisateur et producteur tchèque né le 6 février 1965 à Žatec.

## Biographie
Jan Svěrák est le fils du scénariste et acteur Zdeněk Svěrák. Il a fait des études de documentariste à la FAMU (Académie du film de Prague). Plusieurs de ses films ont été primés : Oscar du meilleur film en langue étrangère, Globe de cristal, Golden Globe Award, et Grand Prix de Tokyo.
Il vit à Prague.

## Filmographie
- 1984 : Sbohem, nadrazicko (court métrage)
- 1985 : Vsak su vinar
- 1986 : Vesmirna Odysea II (court métrage documentaire)
- 1988 : Ropáci (court métrage)
- 1991 : L'École élémentaire (Obecná skola) ou La Communale
- 1994 : Akumulátor 1
- 1994 : Jízda ou La Route
- 1996 : Kolja
- 2001 : Tmavomodrý svět
- 2004 : Tatínek (Le Papa) (documentaire vidéo)
- 2007 : Les Bouteilles consignées (Vratné lahve)
- 2010 : Kuky se vrací
- 2014 : Three Brothers (Tři bratři)
- 2017 : Barefoot (Po strništi bos)

## Récompenses
- Festival international du film de Karlovy Vary 1995 : Globe de cristal pour Jízda
- Festival international du film de Tokyo 1996 : Grand Prix pour Kolja
- Golden Globes 1997 : Golden Globe du meilleur film en langue étrangère pour Kolja
- Oscars 1997 : Oscar du meilleur film en langue étrangère pour Kolja